# Gude (Fulda)
Die Gude, auch Gudebach genannt, ist ein etwa 9,3 km langer, nördlicher und orographisch rechter Zufluss der Fulda im Osthessischen Bergland im Landkreis Hersfeld-Rotenburg.

## Name
Der Fluss wird im Jahr 1336 als Wutha erstmals urkundlich genannt. Der Name war ursprünglich ein Kompositum mit dem mittelhochdeutschen Grundwort aha für 'Fließgewässer' und dem Bestimmungswort wuot für 'Wut, heftige Bewegung'. Ab dem 14. Jahrhundert tauchen Namensvarianten mit initialem G- auf.

## Verlauf
Die Gude entspringt und fließt im Nordteil des Landkreises Hersfeld-Rotenburg im Fulda-Werra-Bergland, einem Teil des Osthessisches Berglands. Ihre Quelle liegt im Zentrum des Stölzinger Gebirges etwa 1,3 km nordwestlich von Obergude, einem nördlichen Ortsteil von Alheim unterhalb des 449,4 m ü. NHN hohen Volkersbergs auf rund 335 m Höhe.
Zuerst fließt die Gude südostwärts entlang der Landesstraße 3304 nach Obergude, wonach sie überwiegend südsüdwestwärts vorbei an der Hasenmühle, durch Niedergude, vorbei an der Klengemühle und an der Steckmühle und durch Erdpenhausen nach Hergershausen verläuft.
Einiges unterhalb Hergershausens erreicht die Gude bei Verlassen des Stölzinger Gebirges und dortigem Passieren der Grundmühle das Fuldatal, wo sie direkt nach Unterqueren der Bundesstraße 83 und der Trasse der Bahnstrecke Bebra–Baunatal-Guntershausen nach Nordwesten abknickt. Etwa 750 m bachabwärts mündet sie auf etwa 182 m bei Fuldakilometer 92,15 in den dort von Südosten kommenden Weser-Quellfluss Fulda; ihrer Mündung gegenüber liegt jenseits der Fulda in einiger Entfernung das Alheimer Dorf Baumbach.

## Einzugsgebiet und Zuflüsse
Das Einzugsgebiet der Gude ist 19,113 km² groß. Der längste Zufluss der Gude ist der 3,2 km lange Roßbach, der unterhalb Niedergude beim Gudebachkilometer 5,5 einmündet und ein 4,889 km² großes Einzugsgebiet hat.

## Wasser-Erlebnispfad Alheim
Entlang der Gude führt von ihrer Quelle bis zur Mündung der Wasser-Erlebnispfad Alheim. An mehreren Stationen entlang des Erlebnispfads soll mit Installationen das Bewusstsein für einen sensiblen Umgang mit Wasser gefördert werden.